# Leichtathletik-Halleneuropameisterschaften 2021/1500 m der Frauen
Der 1500-Meter-Lauf der Frauen bei den Leichtathletik-Halleneuropameisterschaften 2021 in Toruń wurde am 5. und 6. März 2021 in der Arena Toruń ausgetragen. 22 Athletinnen nahmen teil. Die Titelverteidigerin Laura Muir nahm nicht an den Halleneuropameisterschaften teil, um sich auf die Olympischen Spiele in Tokyo zu konzentrieren.
Hallen-Europameisterin wurde die Belgierin Elise Vanderelst, die vor der Britin Holly Archer gewann. Bronze ging an die Deutsche Hanna Klein.
Für Deutschland starteten Caterina Granz, Hanna Klein und Gesa Felicitas Krause. Athletinnen aus der Schweiz, Österreich und Liechtenstein nahmen nicht teil. Die luxemburgisch-deutsche Leichtathletin Vera Hoffmann startete für Luxemburg.

## Rekorde
Vor dem Wettbewerb galten folgende Rekorde:
| Rekord               | Leistung                             | Sportlerinnen  | Land | Datum      | Ort       |
| -------------------- | ------------------------------------ | -------------- | ---- | ---------- | --------- |
| Weltrekord           | 3:55,17 min                          | Genzebe Dibaba | ETH  | 01.02.2014 | Karlsruhe |
| Weltrekord           | 3:53,09 min (noch nicht ratifiziert) | Gudaf Tsegay   | ETH  | 09.02.2021 | Liévin    |
| Europarekord         | 3:57,91 min                          | Abeba Aregawi  | SWE  | 06.02.2014 | Stockholm |
| Meisterschaftsrekord | 4:02,39 min                          | Laura Muir     | GBR  | 04.03.2017 | Belgrad   |

## Vorläufe
Die Vorrunde wurde in drei Läufen durchgeführt. Für das Finale qualifizierten sich pro Lauf die ersten zwei Athletinnen. Darüber hinaus kamen die drei Zeitschnellsten als sogenannte Lucky Loser, weiter. Die direkt qualifizierten Läuferinnen sind hellblau, die Lucky Loser hellgrün unterlegt.

### Lauf 1
5. März 2021, 12:22 Uhr
| Platz | Athletin              | Nation                 | Zeit (min) | Anmerkung |
| ----- | --------------------- | ---------------------- | ---------- | --------- |
| 1     | Holly Archer          | Vereinigtes Königreich | 4:09,77    | Q, PB     |
| 2     | Gesa Felicitas Krause | Deutschland            | 4:09,92    | Q, SB     |
| 3     | Elise Vanderelst      | Belgien                | 4:10,49    | q         |
| 4     | Marta Pérez           | Spanien                | 4:11,27    | q         |
| 5     | Diana Mezuliáníková   | Tschechien             | 4:11,48    | PB        |
| 6     | Federica Del Buono    | Italien                | 4:12,79    | SB        |
| 7     | Oryssja Demjanjuk     | Ukraine                | 4:17,52    |           |

### Lauf 2
5. März 2021, 12:32 Uhr
| Platz | Athletin            | Nation      | Zeit (min) | Anmerkung |
| ----- | ------------------- | ----------- | ---------- | --------- |
| 1     | Darja Baryssewitsch | Belarus     | 4:12,11    | Q         |
| 2     | Esther Guerrero     | Spanien     | 4:12,39    | Q         |
| 3     | Caterina Granz      | Deutschland | 4:13,53    |           |
| 4     | Gaia Sabbatini      | Italien     | 4:17,21    |           |
| 5     | Claudia Bobocea     | Rumänien    | 4:18,00    |           |
| 6     | Klaudia Kazimierska | Polen       | 4:18,24    |           |
| 7     | Lindsey De Grande   | Belgien     | 4:18,45    |           |

### Lauf 3
5. März 2021, 12:42 Uhr
| Platz | Athletin            | Nation                 | Zeit (min) | Anmerkung |
| ----- | ------------------- | ---------------------- | ---------- | --------- |
| 1     | Hanna Klein         | Deutschland            | 4:09,35    | Q         |
| 2     | Águeda Marqués      | Spanien                | 4:09,94    | Q, PB     |
| 3     | Katie Snowden       | Vereinigtes Königreich | 4:10,70    | q         |
| 4     | Martyna Galant      | Polen                  | 4:12,08    |           |
| 5     | Marta Pen Freitas   | Portugal               | 4:12,95    |           |
| 6     | Lenuța Simiuc       | Rumänien               | 4:14,94    | PB        |
| 7     | Anastasia Marinakou | Griechenland           | 4:19,60    | SB        |
| 8     | Vera Hoffmann       | Luxemburg              | 4:20,50    |           |

## Finale
6. März 2021, 19:50 Uhr
Hanna Klein qualifizierte sich mit der schnellsten Zeit aller Vorläuferinnen für das Finale. Ebenso schaffte Gesa Felicitas Krause die Qualifikation für die Teilnahme am Finallauf. Mit Esther Guerrero, Marta Pérez und Águeda Muñoz qualifizierten sich gleich drei Spanierinnen für das Finale.
Europameisterin wurde die Belgierin Elise Vanderelst, die sich im Vorlauf nur als Lucky Loser qualifizierte, mit einer Zeit von 4:18,44 Minuten vor Holly Archer aus Großbritannien und Hanna Klein aus Deutschland.
Die zweitplatzierte Holly Archer wurde zunächst nachträglich aufgrund des Übertretens der Bahnbegrenzung disqualifiziert, wogegen allerdings erfolgreich Protest eingelegt wurde, so dass sie die Silbermedaille behalten durfte. Águeda Muñoz wurde aufgrund der Technischen Regel 17.2.2 (Drängeln/Schubsen/Behindern) disqualifiziert.
| Platz | Athletin              | Nation                 | Zeit (min) | Anmerkung |
| ----- | --------------------- | ---------------------- | ---------- | --------- |
| 1     | Elise Vanderelst      | Belgien                | 4:18,44    |           |
| 2     | Holly Archer          | Vereinigtes Königreich | 4:19,91    |           |
| 3     | Hanna Klein           | Deutschland            | 4:20,07    |           |
| 4     | Marta Pérez           | Spanien                | 4:20,39    |           |
| 5     | Esther Guerrero       | Spanien                | 4:20,45    |           |
| 6     | Katie Snowden         | Vereinigtes Königreich | 4:21,81    |           |
| 7     | Darja Baryssewitsch   | Belarus                | 4:22,98    |           |
| 8     | Gesa Felicitas Krause | Deutschland            | 4:24,26    |           |
| 9     | Águeda Marqués        | Spanien                | ---        | DQ        |